# Homecoming (série télévisée)
Homecoming est une série télévisée américaine de type thriller psychologique réalisée par Sam Esmail et mise en ligne le 2 novembre 2018 sur Amazon Video,,. La série est fondée sur le podcast du même nom d'Eli Horowitz et Micah Bloomberg,,. La saison 2 est diffusée le 22 mai 2020 sur Amazon Prime Video.

## Synopsis
Saison 1 :
Heidi travaille à Homecoming, un centre destiné à aider les soldats à faire la transition vers la vie civile. Des années plus tard, elle a commencé une nouvelle vie, lorsqu'un enquêteur du ministère de la Défense la questionne sur son départ de Homecoming. Heidi comprend alors qu'il y a une tout autre histoire derrière celle qu'elle se raconte.
Saison 2 :
Une ancienne de l'armée nommée Jackie se réveille flottante dans un canoë, sans aucun souvenir de comment elle est arrivée là - ni même de qui elle est. Sa recherche d'identité qui s'ensuivra la mènera au cœur du Geist Group, l'entreprise de bien-être non conventionnelle à l'origine de la Homecoming Initiative.

## Distribution
- Julia Roberts (VF : Céline Monsarrat) : Heidi Bergman
- Bobby Cannavale (VF : Constantin Pappas) : Colin Belfast
- Stephan James (VF : Eilias Changuel) : Walter Cruz
- Alex Karpovsky (VF : Jean-Christophe Dollé) : Craig
- Shea Whigham (VF : Christian Gonon) : Thomas Carrasco
- Sissy Spacek (VF : Frédérique Cantrel) : Ellen Bergman
- Ayden Mayeri (VF : Christèle Billault) : Reina
- Marianne Jean-Baptiste (VF : Pascale Vital) : Gloria
- Dermot Mulroney (VF : Guillaume Orsat) : Anthony
- Jeremy Allen White (VF : Augustin Bonhomme) : Joseph Shrier
- Hong Chau (VF : Geneviève Doang) : Audrey
- Janelle Monáe (VF : Déborah Claude) : Jacqueline Calico / Alex Eastern
- Joan Cusack : Francine Bunda

 Source et légende : version française (VF) sur RS Doublage

## Production
Le 19 juillet 2017, Amazon Vidéo annonce avoir donné le feu vert pour la production d'une série en deux saisons.

### Tournage
Le tournage se déroula à Los Angeles à partir d'avril 2018. En fait, les premières images ont été tournées en février 2018 à l'Universal Studios à Los Angeles, où la série a été la première production réalisée dans les nouvelles installations d'Universal.

## Épisodes

### Première saison (2018)
1. Obligatoire (Mandatory)
2. Ananas (Pineapple)
3. Optiques (Optics)
4. Cyprès (Redwood)
5. Aide (Helping)
6. Jouets (Toys)
7. Test (Test)
8. Protocole (Protocol)
9. Travail (Work)
10. Stop (Stop)

### Deuxième saison (2020)
1. Les gens (People)
2. Géante (Giant)
3. Précédemment (Previously)
4. Savon (Soap)
5. Mètres (Meters)
6. Aiguille (Needle)
7. Encore (Again)

## Réception
La série a immédiatement rencontré un succès critique. Sur le site Rotten Tomatoes, elle obtient un taux d'approbation de 98 % avec une note moyenne de 8,4/10 (« Impressionnants débuts de Julia Roberts au petit écran, Homecoming balance entre un mystère obsédant et une sensibilité frénétique qui s'accroche et ne vous lâche pas. ». Metacritic a donné à la série un score de 83/100, en le qualifiant de succès universel.